# اختلال خلق ادواری
خُلق ادواری، متناوب‌خُلقی یا سیکلوتایمیا (به انگلیسی: Cyclothymia)، نوعی از اختلال دوقطبی مزمن است که با نوسان میان اپیزودهایی از افسرده‌خویی dysthymia و نیمه‌شیدایی در دوره‌های طولانی‌مدت از زندگی بیمار تعریف می‌شود.
یک نفر با اختلال ادواری خویی در حالت عادی چیزی را حس نمی‌کند، اما به هنگام برخورد با موقعیت‌های احساس‌برانگیز به وضوح تغییرات شدیدی را تجربه می‌کند. برای تشخیص این اختلال، شخص باید حداقل دو سال این تغییر احساسات را در زندگی تجربه کرده باشد و در این حین، بیش از دو ماه پیوسته بدون آثار این تغییرات نباشد. برای کودکان و نوجوانان، این زمان به یک سال تقلیل می‌یابد.

## ریشه کلمه
سیکلوتایمیا از کلمه یونانی κῦκλος به معنای دایره و θυμός به معنای خشم گرفته شده است.

## شیوع
درصد مبتلایان این اختلال ۰٫۴ – ۱٪ گزارش شده است. در مردم عادی (جمعیت کلی) این اختلال در زنان و مردان ظاهرا به یک اندازه حضور دارد. در محیط‌های بالینی، احتمال مراجعه زنان برای درمان بیشتر است. 

## علت
علت دقیق اختلال ادواری خویی نامشخص است، اما مشاهده شده است که مانند افسردگی و اختلال دوقطبی، وجود این اختلال در خانواده می‌تواند یک عامل خطرزا برای بروز این بیماری باشد. پس امکان وجود عنصر ژنتیکی برای این اختلال وجود دارد. تفاوت در نحوه عملکرد مغز (مانند تغییرات در نوروبیولوژی مغز)، مسائل محیطی (مانند تجربیات آسیب‌زا یا دوره‌های طولانی استرس) و ترکیبی از آن‌ها نیز ممکن است در ایجاد این اختلال نقش داشته باشند.همچنین در یک تحقیق مشاهده شد که اگر یک نفر به این اختلال دچار شود، ۲–۳ برابر بیشتر امکان دارد که دوقلوی او نیز به سیکلوتایمیا دچار شود.

## شروع و مسیر بالینی
این اختلال معمولا در نوجوانی یا اوایل بزرگسالی شروع می شود و گاهی به نظر می‌رسد منعکس کننده آمادگی ذاتی برای اختلالات دیگر است. اختلال خلق ادواری معمولا شروع موذیانه و روند مداوم دارد. ۱۵ تا ۵۰ درصد خطر وجود دارد که فرد مبتلا به این اختلال، سرانجام به اختلال دوقطبی نوع I یا اختلال دوقطبی نوع II دچار شود.
در اکثر کودکان و نوجوانان مبتلا به اختلال خلق ادواری، نشانه‌های خلقی این اختلال تا قبل از ۱۰ سالگی شروع می‌شوند.

## تشخیص
علی‌رغم رایج تر شدن تشخیص سیکلوتایمیا، تعداد کسانی که از این اختلال رنج می‌برند بیشتر از اختلال دوقطبی نیست. تشخیص سیکلوتایمیا با فرض عدم وجود یک اپیزود بزرگ افسردگی یا مانیک یا ترکیبی از آن‌هاست؛ بنابراین شخص باید برای تشخیص آن‌ها نیز اقدام نماید. وقتی این اپیزودها بعد از تشخیص اولیه سیکلوتایمیا رخ می‌دهند، ممکن است در شخص اختلال دو قطبی نوع اول یا دوم وجود داشته باشد. با اینکه تخمین‌ها متفاوت است، ۱۵ تا ۵۰ درصد از موارد سیکلوتایمیا بعدها به تشخیص اختلال دو قطبی نوع اول یا دوم منجر می‌شوند. 
سیکلوتایمیا مشابه اختلال دو قطبی نوع دوم است که خود را در قالب اپیزودهای هیپومانیا مشخص آشکار می‌کند. به علت اینکه هیپومانیا بیشتر با فعالیت اجتماعی و خلاقیت ارتباط دارد، هر دوی این مسایل اغلب تشخیص داده نمی‌شوند. مانند بسیاری از اختلالات در طیف دو قطبی، این فاز افسردگی است که بیشتر مبتلایان را به سمت درمان می‌فرستد.

### معیارهای تشخیص
1. حداقل به مدت ۲ سال (حداقل ۱ سال در کودکان و نوجوانان) چند دوره همراه با نشانه های هیپومانیک وجود داشته است که معیارهای لازم دوره هیپومانیک را ندارند و چند دوره همراه با نشانه های افسردگی که معیارهای دوره افسردگی عمده را برآورده نمی کنند.
2. در طول این دوره ۲ ساله (۱ سال در کودکان و نوجوانان)، دوره های هیپومانیک و افسردگی حداقل نیمی از مواقع وجود داشته‌اند و پیش نیامده است که فرد بیشتر از ۲ ماه هیچ کدام از این نشانه‌ها را نداشته باشد.
3. معیارهای دوره افسردگی عمده، مانیک، یا هیپومانیک هرگز وجود نداشته‌است.
4. اختلال اسکيزوافکتيو، اسکیزوفرنی، اختلال اسکیزفرنی‌فرم، اختلال هذیانی، اختلال روان‌پریشی یا سایر اختلالات مشخص یا نامشخص طیف اسکیزوفرنی و سایر اختلالات سایکوتیک توضیح بهتری برای سمپتوم‌های معیار اول نیستند..
5. نشانه‌ها را نمی‌توان به تأثیر فیزیولوژیکی مواد (مثل سوء مصرف مواد مخدر، داروهای تجویزی) یا یک بیماری جسمانی دیگر (مثل پرکاری تیروئید) نسبت داد.
6. نشانه‌ها باعث می‌شوند در عملکرد اجتماعی اجتماعی، شغلی، یا سایر جنبه‌های مهم زندگی فرد رنج یا نابسامانی شدیدی به وجود آید.[۸]

## علائم و نشانه‌ها
اختلال ادواری خویی به وسیله دوره‌های کوتاه افسردگی و هیپومانیا مشخص می‌شود که به درازای اختلالات شدیدتر دیگر (از جمله اختلال دوقطبی) نیستند.
اپیزودهای افسردگی علایمی به این صورت دارند:
- اشکال در تصمیم‌گیری
- مشکل در تمرکز
- تضعیف حافظه
- احساس گناه
- خود کم بینی
- ناامیدی و منفی بینی

علایم دیگری از قبیل آستانه خشم کم، مشکل در قضاوت، بی انگیزگی، کاهش اشتها و میل جنسی، احساس گیجی و بی خوابی نیز مشاهده شده است.
اپیزودهای هیپومانیا معمولاً دارای علایمی از قبیل موارد زیر هستند: 
- شادی بیش از حد و غیرطبیعی
- مثبت بینی مفرط
- اعتماد به نفس کاذب
- رفتار خشن
- تحریک پذیری
- فعالیت فیزیکی شدید
- افزایش میل جنسی
- کم خوابی
- تمرکز ضعیف
- میل به ولخرجی و سایر کارهای ریسک پذیر

با اینکه تغییرات احساسی سیکلوتایمیا خیلی کمتر از اختلال دو قطبی است، علایم‌شناسی، تاریخچه خانوادگی و پاسخ درمانی سیکلوتایمیا با طیف دو قطبی همخوانی دارد. برخلاف اختلال دو قطبی نوع اول، مبتلایان به سیکلوتایمیا بیشتر احتمال دارد که در زندگی مفید باشند و گاهی حتی از حد انتظار فراتر روند.